# 메티다티온
메티다티온(Methidathion)은 유기 인산염 살충제이다. 유럽 연합과 미국에서는 사용이 금지되어 있다.
메티다티온은 인다르벨라 콰드리노타타(Indarbela quadrinotata) 애벌레를 방제하기 위해 많은 국가에서 살충제로 사용되었다.
2012년에는 태국 채소에서 법적 기준치의 100배 수준의 잔류물이 발견되었다. 태국은 일상적으로 미국과 EU에서 금지된 많은 살충제를 한도를 훨씬 초과하는 양으로 사용한다.